# San Floro
San Floro è un comune italiano di 690 abitanti della provincia di Catanzaro in Calabria. Il borgo è storicamente fra i principali centri della provincia per quanto riguarda la produzione della rinomata seta catanzarese. Vi sorge oggi il Museo della Seta.

## Geografia fisica
È un comune collinare della parte orientale della provincia di Catanzaro a pochi chilometri dal golfo di Squillace.
Per la sua posizione geografica domina la valle del Corace, offre un paesaggio ricco di bellezze naturali ancora incontaminate dove storia, cultura e tradizioni si intrecciano creando un richiamo che ha anche sapore di mare, tutto mitigato da una leggera brezza che allevia le calde giornate estive: è il luogo ideale per villeggiare.
Posizionato a 260 m s.l.m. offre una zona panoramica terrazzata dove di fronte si presenta il capoluogo della Regione, con dietro i monti della Sila, mentre ad est c'è il mar Ionio.

## Storia
Il piccolo borgo di San Floro affonda le sue radici nella preistoria, nel Neolitico. Alcuni ritrovamenti archeologici testimoniano che, millenni più tardi, fosse una colonia magnogreca di Scolacium. L’intento dei colonizzatori era quello di sfruttare al massimo le ricche potenzialità del territorio delimitato da frutteti, distese di vegetazione adatte al sostentamento del bestiame e floridi boschi ricchi di legname. Antico casale di Squillace di cui seguì le vicende fino a fine '400 quando fu smembrato dalla famiglia Strivieri. Successivamente, fino al 1599, appartenne ai Mangione per poi ritornare agli Strivieri. Dal 1643 al 1711 fu possedimento di Cesare Marincola di Catanzaro e in seguito, fino all'eversione della feudalità, del feudo di Girifalco sotto il duca Nicola Maria Caracciolo, di cui ancora oggi è presente ben conservato il castello che veniva utilizzato come residenza estiva. Subì gravi danni dal terremoto del 1783 in cui fu distrutta l'antica chiesa di Santa Caterina. Dopo l'ordinamento amministrativo di Championnet venne inserito nel cantone di Catanzaro e nel 1807 i francesi lo inserirono nel governo di Squillace. Nel 1811 fu assegnato al circondario di Borgia, conferimento che rimase invariato anche dopo il riordino disposto dai Borbone nel 1816.

## Società

### Evoluzione demografica
Abitanti censiti

### Tradizioni e folclore
Il nome del paese riflette la forte venerazione verso il suo santo patrono, appunto, San Floro Martire, che insieme al fratello Lauro, poiché non aveva abnegato i suoi ideali di fede cristiana, fu arrestato, condannato, calato in un pozzo e sepolto vivo. Ogni anno, il 18 agosto, i Sanfloresi onorano il proprio santo patrono con una messa solenne e la tipica processione per le vie del paese.
Degna di nota è la tradizionale lavorazione dei fichi bianchi secchi, essiccati secondo l'antico metodo dell'essiccazione naturale al sole. San Floro dai primi del '900 è conosciuta come la "Terra dei fichi".

## Infrastrutture e trasporti
Il comune è interessato dalle seguenti direttrici stradali:
- sp46-  sp 47-

## Economia
Ancora oggi sono l'agricoltura e l'industria alimentare a rappresentare una risorsa economica importante per i sanfloresi, ma non bisogna dimenticare la produzione e lavorazione della seta, dall'allevamento dei bachi sino al prodotto finale. I tanti telai ed attrezzi di uso comune donati dalle famiglie di San Floro hanno fatto nascere un museo apposito. La città, inoltre, ha un centro storico molto vivace che si popola soprattutto d'estate con i tanti emigranti che rientrano nel paese d'origine per trascorrere le vacanze piacevolmente: oltre alle bellezze naturali ed alla chiesa di San Floro, infatti, la città è nota per i prodotti tipici come i fichi bianchi seccati al sole, questi sono tra i più apprezzati della zona. Altra fonte di economia è la produzione di grano biologico e dei suoi derivati (macinati a pietra nel mulino locale) come il pane di segale "Iermano" e il pane "Brunetto", prodotto da forno locale vincitore di diversi premi e riconoscimenti su scala nazionale (premio roma 2019) e la limitata produzione di seta e prodotti derivati dal gelso.

## Curiosità
Il paese di San Floro è noto per l'allevamento del baco da seta.